# Henri Dentz
Henri Fernand Dentz, nacido el 16 de diciembre de 1881 en Roanne, en el departamento del Loira, y fallecido en la prisión de Fresnes (Fresnes, Valle del Marne), el 13 de diciembre de 1945, fue un militar francés, que alcanzó el grado de general. Fue el representante del régimen de la Francia de Vichy en el territorio francés de Siria durante la Segunda Guerra Mundial.

## Formación
En el año 1900 entró en la Escuela Militar Especial de Saint-Cyr, saliendo licenciado de la misma con el número uno de su promoción, tras lo cual se matriculó en la Escuela de Guerra.

## Primera Guerra Mundial
Durante la Primera Guerra Mundial, estuvo al mando de un batallón en el Frente Occidental, para ser posteriormente nombrado como jefe del Estado Mayor de la 51.ª División de Infantería.

## Período de entreguerras
Durante el período de entreguerras, Henri Dentz estuvo destinado durante largos períodos en el Oriente Medio. Así, fue el jefe del servicio de información del general Weygand entre 1920 y 1923 en Siria.

## Segunda Guerra Mundial

### Batalla de Francia
A principios de la Segunda Guerra Mundial se le confió el mando de un Cuerpo de ejército en Alsacia. A principios de la batalla de Francia, se le ordenó, el 2 de junio de 1940, que se personase en París.
Una vez en París, se le comunicó su nombramiento como nuevo gobernador militar de la propia ciudad de París, confiándosele en calidad de tal la misión de hacer entrega de la misma a la Wehrmacht, el 14 de junio de 1940.

### Campaña de Siria
Tras la desaparición de Jean Chiappe en noviembre de 1940, fue nombrado por el régimen colaboracionista de la Francia de Vichy como alto comisario en Siria en diciembre de 1940. Desde ese destino, por orden del almirante Darlan hizo pasar a Irak dos trenes cargados de armamento francés para ser entregados a los partidarios del primer ministro iraquí Rachid Ali, quien el 3 de abril de 1941 organizó un golpe de Estado antibritánico, que trajo como consecuencia la guerra anglo-iraquí. Adicionalmente, unos 70 aviones militares alemanes (alguno de ellos enarbolaba la bandera tricolor francesa con el escudo de Vichy) recibieron autorización para atravesar Siria y el Líbano. Henri Dentz, sin embargo, intentó limitar la presencia alemana en la colonia francesa de Siria a la zona de Alepo.
En los meses de junio-julio de 1941, durante la Campaña de Siria, se resistió con las armas a las tropas de los Aliados, mandados por el general Henry Maitland Wilson (que incluían un contingente de tropas de la Francia Libre al mando de Paul Legentilhomme). Al no haber recibido refuerzos desde la metrópolis, Dentz solicitó a los británicos el 9 de julio las condiciones para la firma de un armisticio. Dicho armisticio fue finalmente firmado el 15 de julio en San Juan de Acre. Las cláusulas de dicho armisticio estipulaban que los militares franceses de la Francia de Vichy en Siria no podrían ser perseguidos tras su firma.
Poco después, Henri Dentz regresó a Francia, pasando a situación de retiro por razón de su edad el 14 de junio de 1943.

## Posguerra
Durante la Depuración tras la Liberación de Francia, se le acusó el 4 de abril de 1945 de inteligencia con el enemigo, siendo condenado a muerte por la Corte Suprema el 20 de abril de ese mismo año. Sin embargo, el general Charles de Gaulle le indultó, conmutándole la pena por la de cadena perpetua. Puesto que su estado de salud se deterioró rápidamente, Henri Dentz falleció en la cárcel el 13 de diciembre de 1945.
- Datos: Q527004
- Multimedia: Henri Dentz / Q527004